# 🇲🇰
🇲🇰 is een Unicode vlagsequentie emoji die gebruikt wordt als regionale indicator voor Noord-Macedonië. De meest gebruikelijke weergave is die van de vlag van Noord-Macedonië, maar op sommige platforms (waaronder Microsoft Windows) ziet men de letters MK.
De vlagsequentie is opgebouwd uit de combinatie van de Regional Indicator Symbols 🇲 (U+1F1F2) en 🇰 (U+1F1F0), tezamen de ISO 3166-1 alpha-2 code MK voor Noord-Macedonië vormend.
Deze emoji is in 2010 geïntroduceerd met de Unicode 6.0-standaard.

## Gebruik

De landsvlag van Noord-Macedonië

Deze emoji wordt gebruikt als regionale aanduiding van Noord-Macedonië.

## Codering

De Emoji One-implementatie

### Unicode
In Unicode vindt men de 🇲🇰 met de codesequentie U+1F1F2 U+1F1F0 (hex).

### Shortcode
Er zijn shortcodes  voor 🇲🇰; in Github kan deze opgeroepen worden met :north macedonia:,  in Slack kan het karakter worden opgeroepen met de code :flag-mk:.